# アンソニー・マルティネス
アンソニー・クリストファー・マルティネス（Anthony Christopher Martinez、2000年1月10日 - ）は、ドミニカ共和国・サントドミンゴ出身のプロ野球選手（投手・育成選手）。右投右打。阪神タイガース所属。

## 経歴

### プロ入りとカブス傘下時代
2019年11月26日にシカゴ・カブスとマイナー契約を交わしプロ入り。
2021年までルーキー級ドミニカン・サマーリーグ・カブス・レッドでプレーした（2020年はCOVID-19による影響のためマイナーリーグの試合が開催されなかった）。
2022年はルーキー級アリゾナ・コンプレックスリーグ・カブスでプレーしたが、合計15登板で1勝3敗、防御率8.35と結果を残せず、11月11日にFAとなった。

### 阪神時代
2024年2月29日、NPBの阪神タイガースと育成契約で合意したことが発表された。背番号は132。同年のウエスタン・リーグでは17試合の登板で、6勝1敗、防御率3.93を記録した。オフに契約を更改したことが発表された。

## 詳細情報

### 背番号
- 132（2024年[3] - ）